# JA岐阜厚生連看護専門学校
JA岐阜厚生連看護専門学校（ジェイエイぎふこうせいれんかんごせんもんがっこう）とは、岐阜県高山市にある、私立の専修学校である。
JA岐阜厚生連が運営する。
実習先は同じ市内にある久美愛厚生病院などで行う

## 構成学科
- 看護師課程（全日制 3年課程）
  - 卒業により看護師国家試験の受験資格が取れる。1学年35名。看護師3年課程。学生寮がある。

## 所在地
- 岐阜県高山市大新町5丁目45-1

## 略歴
- 1993年（平成5年）：開校。

## 交通機関
- 高山本線高山駅より徒歩25分。
- 高山濃飛バスセンター（高山本線高山駅前）
  - 3番のりば　神岡線　神岡行き　「農協桐生支店前」（農協前）下車、徒歩5分
  - 3番のりば　古川線　古川駅前行き　「農協桐生支店前」（農協前）下車、徒歩5分
  - 5番のりばよりのらマイカー、「久美愛厚生病院前」下車すぐ。